# Telişli
Telişli är en ort i Azerbajdzjan.   Den ligger i distriktet İmişli Rayonu, i den centrala delen av landet, 160 km väster om huvudstaden Baku. Antalet invånare är 789.
Terrängen runt Telişli är mycket platt. Runt Telişli är det ganska tätbefolkat, med 58 invånare per kvadratkilometer.. Närmaste större samhälle är Şahhüseynli, 17,8 km väster om Telişli.
Trakten runt Telişli består till största delen av jordbruksmark.